# SeaBus
SeaBus es un servicio de ferry que forma parte del sistema de transporte público de Vancouver, en Canadá.

## Descripción
Los barcos, cruzan Burrard Inlet conectando Vancouver con North Vancouver. El tiempo de viaje es de 12 minutos y las frecuencias varían, de 15 minutos en hora punta, a 30 minutos en horas valle. Los ferries no transportan vehículos,  solamente pasajeros de a pie.
El servicio tiene dos terminales: En Waterfront Station hay combinaciones con el sistema de metro SkyTrain y el servicio ferroviario suburbano West Coast Express. En la terminal Lonsdale Quay hay combinaciones con numerosas líneas de autobuses. Los ferries no operan con un horario preestablecido; se fijan, en cambio, las frecuencias dentro de una banda horaria a lo largo del día. De esta manera, los pasajeros saben en todo momento cuanto tiempo tendrán que esperar por el próximo servicio.
El SeaBus está integrado en la transporte público de Vancouver con horarios y tarifas coordinadas. En caso de retrasos, los autobuses aguardan la llegada del ferry a las estaciones de transbordo. Durante los fines de semana, se establece una tarifa especial, que permite realizar transferencias gratuitas entre el ferry y los autobuses.

## Imágenes

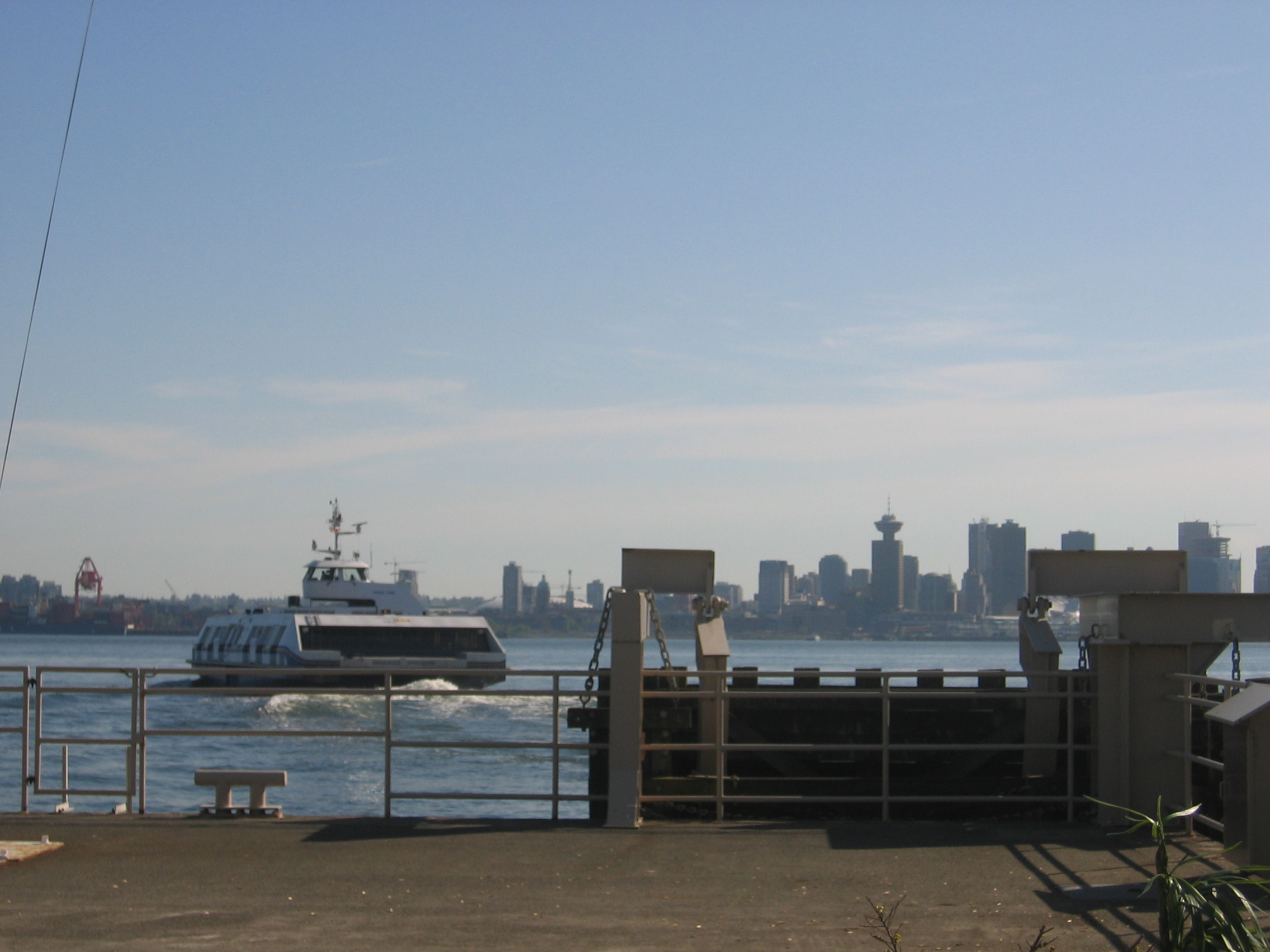
Partiendo de Lonsdale Quay.
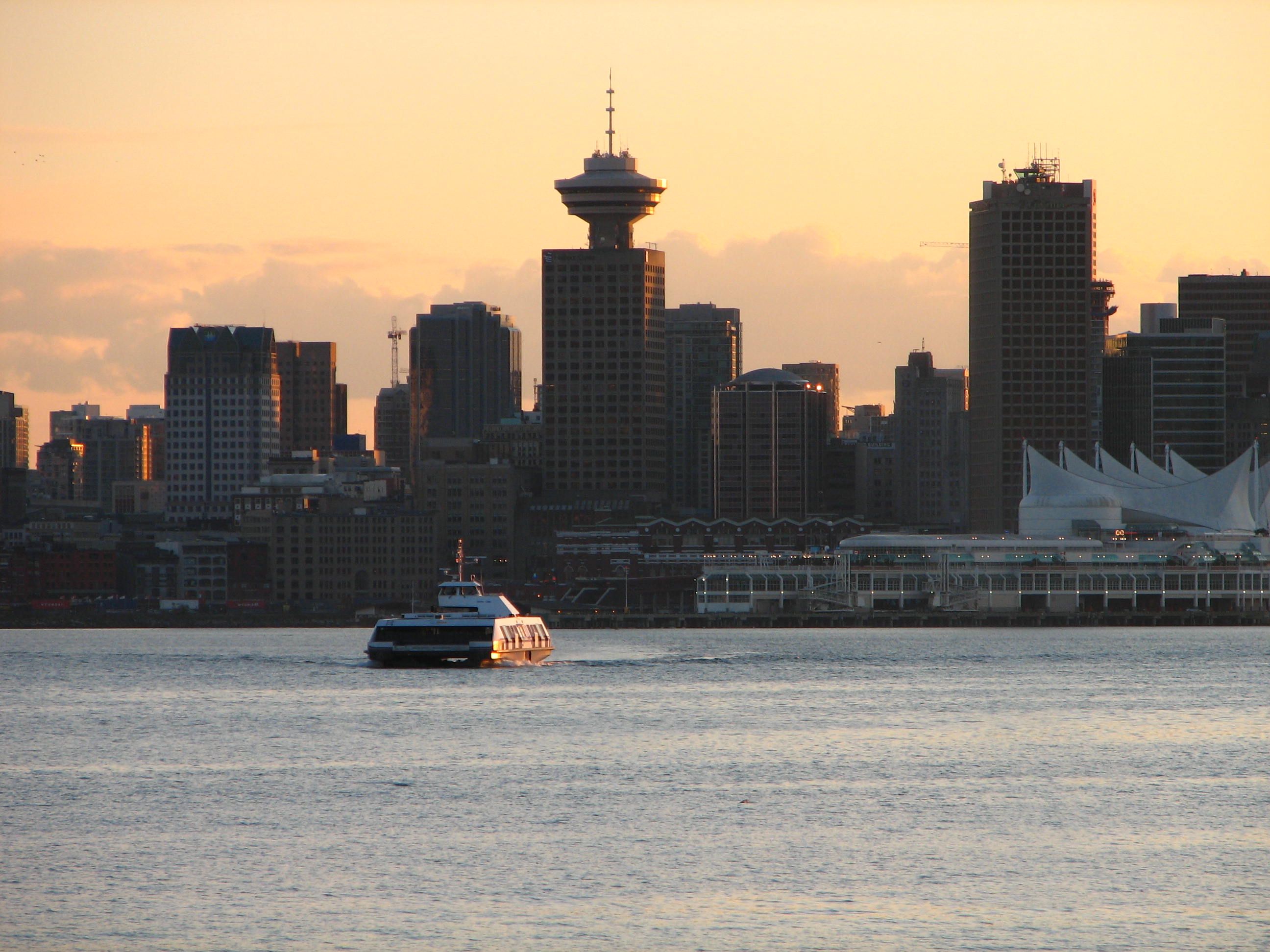
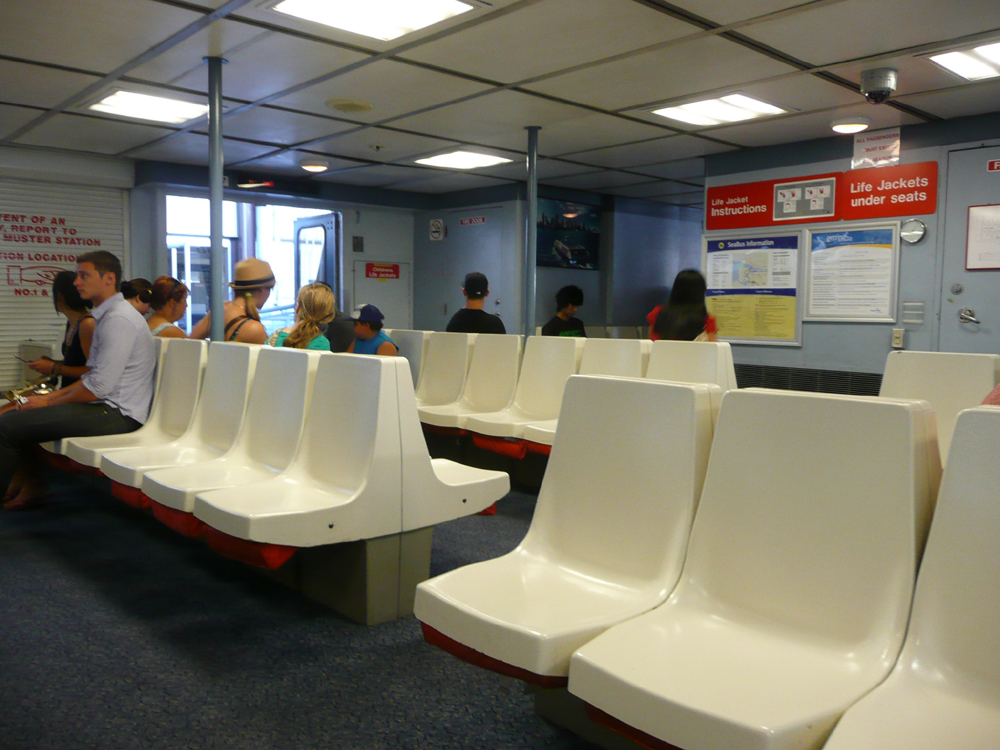
Interior del Burrard Otter.
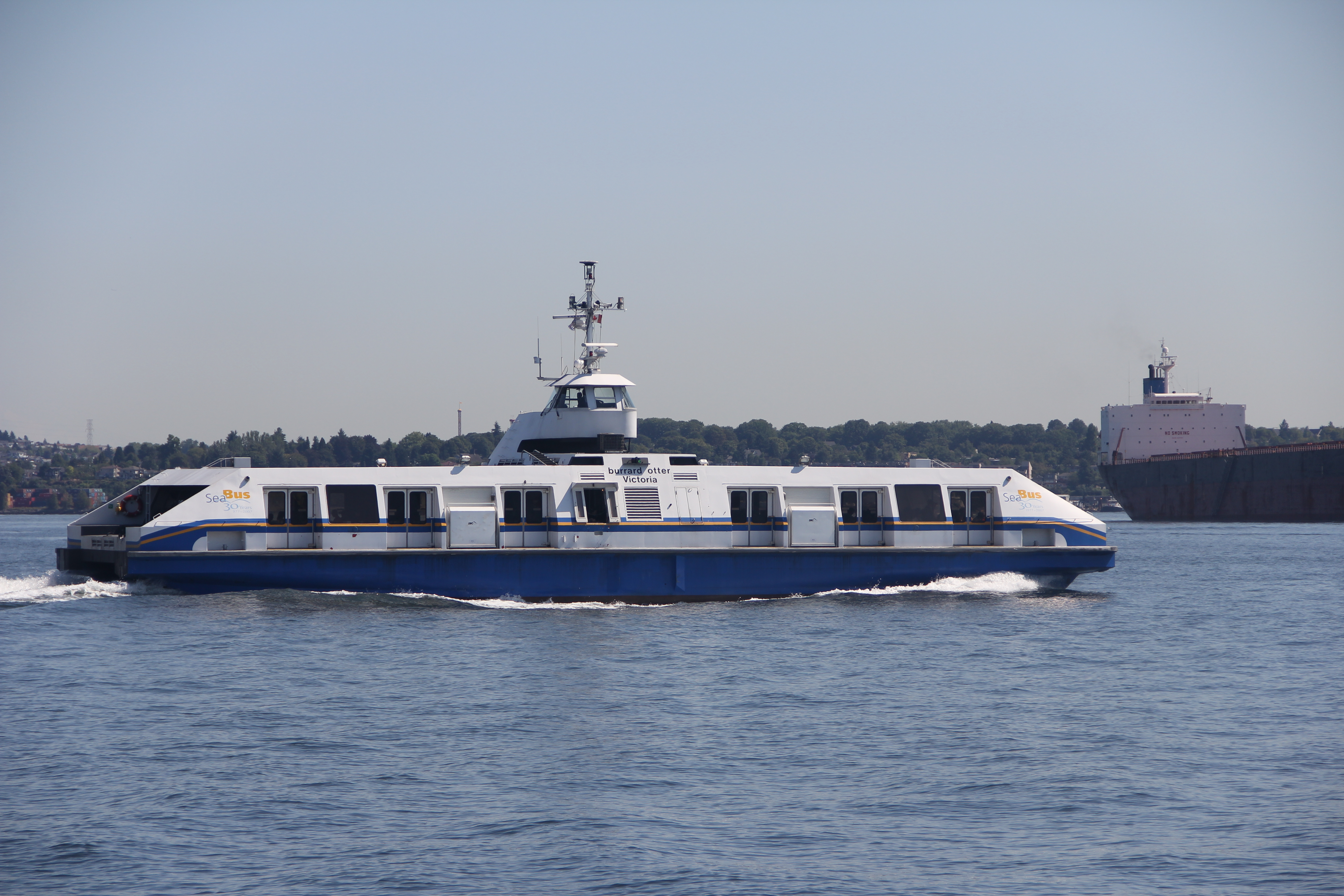
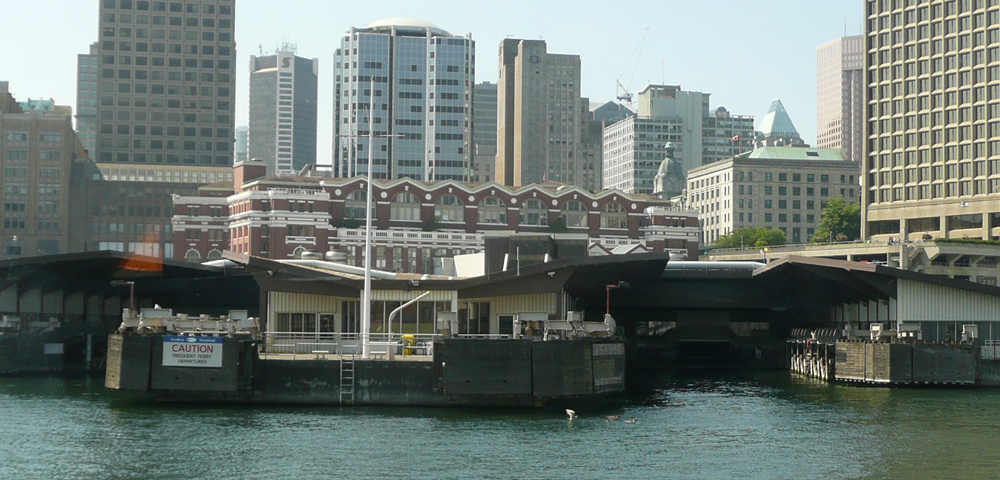
Waterfront Station.